# 음악본색
《장원일의 음악본색》은 대한민국 부산광역시·경상남도의 민영방송사 KNN의 라디오 KNN 파워FM(하단 참고)에서 장원일의 진행으로 2016년 5윌 10일 신설되어 2021년 4월 2일까지 5년간 방송되었던 라디오 프로그램이다.

## 코너 소개

### 매일 코너
- 출첵문자 + 신청곡
- 장디의 본격적 사색, 음악 퀴즈

### 요일 코너
- 월요일 : 권현정의 먼데이 가가
- 화요일 : 권보람의 보람찬 드라마
- 수요일 : 수요라이브
- 목요일 : 장지욱의 굿캐스팅
- 금요일 : 김다롬의 요가교실

## 주파수 안내
- 부산 : FM 99.9MHz
- 기장, 정관, 양산: FM 96.3MHz
- 창원 : FM 102.5MHz
- 진주 : FM 105.5MHz
- 거창 : FM 106.7MHz
- 문자번호 : #2302 (SMS 50원, MMS 100원)

## 같이 보기
- 영스트리트 (SBS 파워FM)
- 이지현의 매직? 뮤직! (TBC Dream FM)